# ماركوس روزنبرغ
نايلس ماركوس روزنبرغ (بالسويدية: Markus Rosenberg)‏ من مواليد 27 سبتمبر 1982، لاعب كرة قدم سويدي يلعب كمهاجم لنادي مالمو السويدي.

## وصلات خارجية
- ماركوس روزنبرغ على موقع الاتحاد الدولي (مؤرشف)  (الإنجليزية)
- ماركوس روزنبرغ على موقع الاتحاد الأوربي (الإنجليزية)
- ماركوس روزنبرغ على موقع اتحاد السويد (السويدية)
- ماركوس روزنبرغ على موقع قاعدة بيانات كرة القدم.إي يو (الإنجليزية)
- ماركوس روزنبرغ على موقع بيانات كرة القدم. دي إي (الألمانية)
- ماركوس روزنبرغ على موقع ناشيونال فوتبول تيمز (الإنجليزية)
- ماركوس روزنبرغ على موقع Soccerbase.com (لاعب) (الإنجليزية)
- ماركوس روزنبرغ على موقع Soccerway.com (الإنجليزية)
- ماركوس روزنبرغ على موقع عالم كرة القدم.نت (الإنجليزية)
- ماركوس روزنبرغ على موقع AS.com (الإسبانية)

- معلومات عن اللاعب.
- معلومات أخرى عن اللاعب.